# Albuquerque (político)
José Francisco Lopes de Albuquerque (Moraújo, 25 de Janeiro de 1974) é um político brasileiro, filiado ao republicanos, eleito para o cargo de deputado Federal por Roraima.

## Biografia
Começou sua carreira política em 2012, disputando para vereador de Boa Vista, aonde não conseguiu se eleger após atingir a votação de 1.344 (0,96%).
Se elegeu para vereador em 2016, sendo re-eleito em 2020.
Se candidatou à deputado federal pelo republicanos, sendo eleito com a votação de 14.193 votos.